# Chitbara Gaon
Chitbara Gaon es un pueblo y nagar Panchayat situada en el distrito de Ballia en el estado de Uttar Pradesh (India). Su población es de 21879 habitantes (2011). 

## Demografía
Según el censo de 2001 la población de Chitbara Gaon era de 21879 habitantes, de los cuales el 52% eran hombres y el 48% eran mujeres. Chitbara Gaon tiene una tasa media de alfabetización del 31%, inferior a la media nacional del 67,68%: la alfabetización masculina es del 42%, y la alfabetización femenina del 18%.